# Barbagia (La società del malessere)
Barbagia (La società del malessere) è un film italiano del 1969 diretto da Carlo Lizzani.
Il film racconta le vicende di Graziano Mesina (nel film Graziano Cassitta) e del suo luogotenente Miguel Atienza nel periodo in cui i sequestri di persona in Sardegna erano frequenti. Il titolo riprende l'omonimo libro del giornalista Giuseppe Fiori. Graziano è interpretato da un giovane Terence Hill affiancato da Don Backy nel ruolo di Miguel.

## Trama
Nell'entroterra sardo vigono norme particolari, indipendenti da quelle del resto dell'isola. Graziano Cassitta compie un omicidio per vendetta, finisce in galera ed evade insieme allo spagnolo Miguel Lopez. Datisi alla macchia, i due formano una banda e insieme compiono rapimenti e altri atti di banditismo fino a quando, in un conflitto a fuoco con le forze dell'ordine, Miguel muore. Graziano riesce a sfuggire alla cattura, ma dopo poco tempo, fermato ad un posto di blocco, viene arrestato dalla polizia.

## Distribuzione
Il film è stato distribuito il 23 settembre 1969 in Italia, mentre in Germania è arrivato solo nel 1974.